# Massa FM Guairacá
Massa FM Guairacá é uma emissora de rádio brasileira sediada em Mandaguari, cidade do estado do Paraná. Opera no dial FM, na frequência 88.1 MHz, e é uma emissora própria da Massa FM. Pertencente ao Grupo Massa, foi fundada como Rádio Guairacá em 8 de dezembro de 1950 pelo empresário e político Moisés Lupion e é originada da migração da frequência AM 1270 kHz.

## História
O empresário e político Moisés Lupion, que em 1947 fundou em Curitiba a Rádio Guairacá, resolve expandir a atuação no meio fundando mais três emissoras de rádio no interior paranaense, que estava em processo de exploração. Uma delas, a Rádio Guairacá de Mandaguari, foi inaugurada em 8 de dezembro de 1950. Lupion contou com o apoio do primo José Wille Scholz.
A emissora passou por diversos grupos de comunicação. Foi adquirida por um pastor de Maringá, que acabou repassando ao Grupo Sanches. Tendo insucesso no negócio, vendeu a emissora ao advogado Cillêneo Pessoa Pereira. Na sua administração, a emissora passou a se chamar Rádio Atual Guairacá e foi transferida para a então rua São Paulo (hoje José Ferreira Nhô Belo). Em 2009, foi adquirida por Marcos Vrenna (filho do radialista João Vrenna) e passou a ser integrante do Grupo Vrenna de Comunicações.
Diversos nomes reconhecidos do Paraná atuaram na Rádio Guairacá, sendo um deles o apresentador e empresário Carlos Massa, o Ratinho. Em dezembro de 2018, Ratinho compra 70% das ações da emissora, assumindo no começo de 2019 com o objetivo de torná-la novamente "uma das potências do rádio paranaense". Em 5 de janeiro de 2022, a Rádio Guairacá encerra gradualmente sua programação própria e passa a retransmitir integralmente o sinal da Massa FM Maringá, visando a migração do dial AM para FM.